# 全球名车录
《全球名车录》（Auto Motor und Sport），中文又称汽车与体育、汽车博览。是德国的一本以介绍汽车知识为主的核心期刊，它由斯圖加特汽車出版社每兩週出版一次，而古纳亚尔出版社则擁有斯圖加特汽車出版社59.9%的股份。

## 历史
全球名车录由Fritz Pullig和Felicitas Von Reznicek创刊于1946年12月，原名《汽车》（德語：Das Auto）。后来改为今名。现在，该汽车杂志在德国以外的一些国家和地区也有出版。其中，中文版自1997年起在中国大陆发行。